# Президентские выборы в Чили (2005—2006)
Президентские выборы в Чили проходили 11 декабря 2005 года (1-й тур) и 15 января 2006 года (2-й тур). Президентом была избрана кандидат от Социалистической партии Мишель Бачелет, которая была выдвинута правящей Коалицией партий за демократию и во 2-м туре получила 53,5 % голосов избирателей, став первой женщиной-президентом в истории Чили.
Это были последние президентские выборы, на которых одержал победу кандидат правившей непрерывно с 1990 года Коалиции партий за демократию, рейтинг которой неуклонно снижался с начала 2000-х годов.

## Контекст выборов

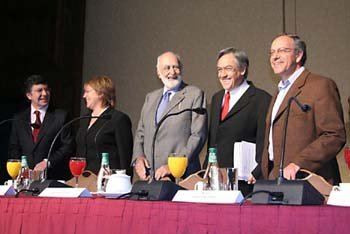
Кандидаты в президенты во время предвыборных дебатов. Слева направо: Хоакин Лавин, Мишель Бачелет, ведущий Агюстин Эдвардс, Себастьян Пиньера и Томас Хирш.

Кандидатом от левоцентристской Коалиции партий за демократию, которая включала в себя Христианско-демократическую партию, Социалистическую партию, Партию за демократию и Социал-демократическую радикальную партию, была Мишель Бачелет, бывшая бывшая министр здравоохранения, а позже министр обороны в правительстве Рикардо Лагоса.
Считалось, что правый Альянс за Чили выдвинет единого кандидата Хоакина Лавина из Независимого демократического союза. Однако партия Национальное обновление выдвинула собственного кандидата Себастьяна Пиньера. В результате Альянс не смог договориться о едином кандидате.
Левая коалиция «Вместе мы можем сделать больше» (исп. Juntos Podemos Más), которая включала Коммунистическую партию и Гуманистическую партию, была представлена лидером второй Томасом Хиршем.
В первом туре ни один из кандидатов не набрал абсолютного большинства. Во второй тур прошли Бачелет и Пиньера. Во втором туре Лавин поддержал Пиньера. Коммунистическая партия призвала своих сторонников голосовать за Бачелет. В результате второго тура победила Бачелет, став первой женщиной-президентом в истории Чили.

## Результаты

### Первый тур
| № | Кандидат                            | Партия/Коалиция                                           | Голоса     | %                          | Результат                  |
| 1 | Себастьян Пиньера                   | Национальное обновление                                   | 1 763 694  | 25,40                      | 2-й тур                    |
| 2 | Мишель Бачелет                      | Социалистическая партия (Коалиция партий за демократию)   | 3 190 691  | 45,96                      | 2-й тур                    |
| - | ----------------------------------- | --------------------------------------------------------- | ---------- | -------------------------- | -------------------------- |
| 3 | Томас Хирш Голдшмидт                | Гуманистическая партия («Вместе мы можем сделать больше») | 375 048    | 5,40                       |                            |
| 4 | Хоакин Лавин Инфанте                | Независимый демократический союз                          | 1 612 608  | 23,22                      |                            |
|   | Действительные бюллетени            |                                                           | 6 942 041  | 100                        |                            |
|   | Недействительные бюллетени          |                                                           | 180 485    | 2,50                       |                            |
|   | Пустые бюллетени                    |                                                           | 84 752     | 1,17                       |                            |
|   | Всего                               |                                                           | 7 207 278  | 100                        |                            |
|   | Зарегистрированных избирателей/Явка |                                                           | 8 220 897  | 87,67 %                    | 87,67 %                    |
|   | Всего избирателей                   |                                                           | 11 419 104 | 71,99 % зарегистрировалось | 71,99 % зарегистрировалось |

Источник: Tricel 

### Второй тур

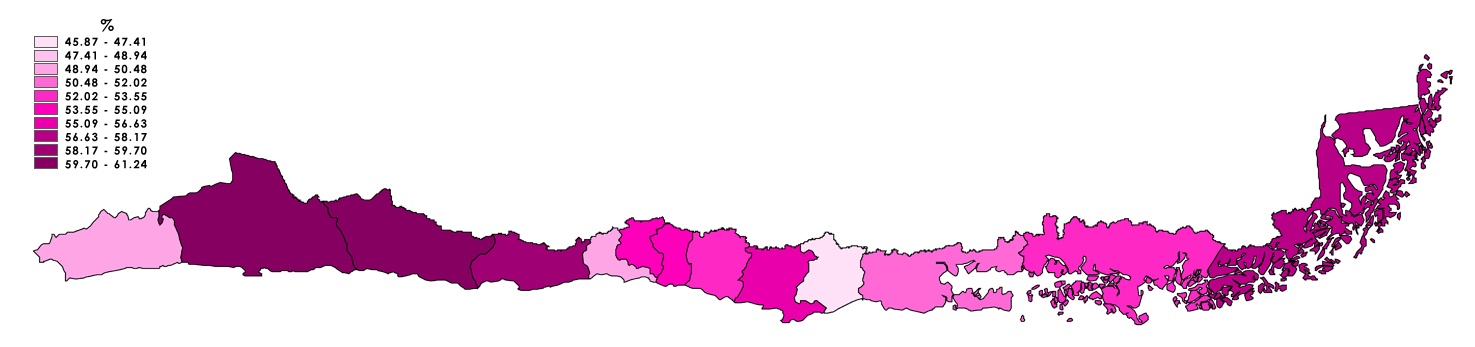
Уровень поддержки Мишель Бачелет по административным регионам Чили. Более тёмный оттенок отражает более высокую поддержку.

| № | Кандидат                            | Партия/Коалиция                                         | Голоса     | %                          | Результат                  |
| - | ----------------------------------- | ------------------------------------------------------- | ---------- | -------------------------- | -------------------------- |
| 1 | Себастьян Пиньера                   | Национальное обновление (Альянс за Чили)                | 3 236 394  | 46,50                      |                            |
| 2 | Мишель Бачелет                      | Социалистическая партия (Коалиция партий за демократию) | 3 723 019  | 53,49                      | Президент                  |
|   | Действительные бюллетени            |                                                         | 6 959 413  | 100                        |                            |
|   | Недействительные бюллетени          |                                                         | 154 972    | 2,16                       |                            |
|   | Пустые бюллетени                    |                                                         | 47 960     | 0,67                       |                            |
|   | Всего                               |                                                         | 7 162 345  | 100                        |                            |
|   | Зарегистрированных избирателей/Явка |                                                         | 8 220 897  | 87,12 %                    | 87,12 %                    |
|   | Всего избирателей                   |                                                         | 11 419 104 | 71,99 % зарегистрировалось | 71,99 % зарегистрировалось |

Источник: Tricel  (PDF)